# Lista de veículos blindados de combate por país
Esta é uma lista de todos os veículos de combate produzidos, divididos por país. A informação entre parênteses é a data de produção.

## Por período
- Anexo:Lista de veículos blindados de combate da Primeira Guerra Mundial
- Anexo:Lista de veículos blindados de combate da Segunda Guerra Mundial
- Anexo:Lista de veículos blindados de combate do período entre-guerras

## África do Sul
Veículos Blindados de Combate produzidos ou usados na África do Sul.

### Artilharia Autopropulsada
- G6 Rhino
- Valkiri

### Carros de combate
- Olifant

### Veículos Blindados
- Eland
- Marmon Herrington
- Rooikat AFV

### Veículos Blindados de Transporte de Pessoal
- Buffel
- Casspir
- Hippo MkI
- Hippo MkII
- Mamba APC
- Marauder
- Matador
- Mbombe
- Okapi MPV
- Puma APC
- RCV-9
- Reva MkII
- RG-12
- RG-19
- RG-31 Nyala
- RG-32
- RG-32 Scout
- RG-33
- RG-34
- RG-35
- RG41
- Wolf APC

### Veículos de Combate de Infantaria
- Ratel IFV

## Alemanha
Veículos Blindados de Combate produzidos ou usados na Alemanha. (Sd.Kfz. abreviatura de Sonderkraftfahrzeug tradução: Veículo Motorizado Especial, e Kfz. abreviatura de Kraftfahrzeug tradução: Automóvel.)

### Artilharia Autopropulsada
- 3.7 cm Flak 43 auf Flakpanzer IV Ostwind
- Flakpanzer IV (2cm) auf Fgst Pz IV/3 Wirbelwind
- Gepard
- LARS (Light Artillery Rocket System)
- M109G
- Panzerhaubitze 2000
- Raketenjagdpanzer 1
- Raketenjagdpanzer 2
- Sd.Kfz. 9 c/Flak 37 8.8cm Flak 37 (Sf) auf Zugkraftwagen 18t - 15 unidades com reparo de canhão Flak 37 de 88mm.
- Sd.Kfz. 124 Wespe
- Sd.Kfz. 135/1 Lorraine Schlepper 15 cm FH13 - "Marder I", com obuseiro de 150mm.
- Sd.Kfz. 138/1 Bison I - Obuseiro de 15 cm sIG 33 (Sf) auf Panzerkampfwagen I Ausf B.
- Sd.Kfz. 142 Sturmgeschütz III
- Sd.Kfz. 161/3 Möbelwagen
- Sd.Kfz. 165 Hummel
- Sd.Kfz. 165/1 Heuschrecke
- Wiesel
- Wurfrahmen 40 - baseado no Sd.Kfz. 251 com foguetes de 28 e 32 cm Wurfköper.

### Carros Blindados
- AGF Serval
- ATF Dingo
- GTK Boxer
- Bussing A5P
- Condor (VBTT) - Veículo Blindado de Transporte de Tropas
- Daimler DZVR 21 / SdKFz 3
- Daimler/15
- Daimler-Benz G5
- Ehrhardt E-V/4
- EKW Bison
- Faun L912/45A
- Fennek
- Fuchs
- Karl (PzKpfw IV Ausf D)
- Krupp Kfz 81
- Land-Wasser-Schlepper
- LAPV Enok
- Leichter Panzerspähwagen
- M113A1G
- M2 Alligator - Veículo lança ponte.
- MAN 15t mil gl A1
- MAN 630 L2
- Maultier
- Panzerwerfer 42
- Puma
- Raupenschlepper Ost (RSO)
- Schupo-Sonderwagen 21
- Schwerer Panzerspähwagen
- Schwerer Wehrmachtsschlepper
- Schwimmwagen
- Sd.Kfz. 2
- Sd.Kfz. 6
- Sd.Kfz. 7
- Sd.Kfz. 9
- Sd.Kfz. 10/4
- Sd.Kfz. 11
- Sd.Kfz. 222
- Sd.Kfz. 231
- Sd.Kfz. 232 (8 Rad)
- Sd.Kfz. 234
- Sd.Kfz. 250/10
- Sd.Kfz. 250/3
- Sd.Kfz. 251
- Skorpion
- slG 33
- Spähpanzer Luchs
- Steyr ADGZ
- Stöwer 40
- Spähpanzer Luchs
- TM 90
- TM 125
- TM 170
- Thyssen Henschel UR-416
- Unimog S 404 B
- Unimog U 1300
- Volkswagen Kübelwagen
- Volkswagen Typ 181

### Carros de combate
- A7V
- Entwicklung
- Flakpanzer
- Grosstraktor I
- Grosstraktor II
- Jaguar 1
- Jaguar 2
- Kanonenjagdpanzer
- KJPz HS-30
- K-Wagen
- Leopard 1 - Pertencente a Alemanha Ocidental
- Leopard 2
- Landkreuzer P. 1000 Ratte
- Landkreuzer P. 1500 Monster
- LK I
- LK II
- M15/42
- Marder 1 A5
- Marder II - duas versões Sd.Kfz. 131 e Sd.Kfz. 132
- MBT-70
- Neubaufahrzeug
- Panzerkampfwagen II
- Panzerkampfwagen 35(t)
- Panzerkampfwagen 38(t)
- Panzerkampfwagen VIII Maus
- Sd.Kfz. 101 Panzerkampfwagen I
- Sd.Kfz. 138/2 Hetzer (PzKpfw 38ton)
- Sd.Kfz. 141 Panzerkampfwagen III
- Sd.Kfz. 161 Panzerkampfwagen IV
- Sd.Kfz. 162 Jagdpanzer IV
- Sd.Kfz. 164 Nashorn
- Sd.Kfz. 171 Panther
- Sd.Kfz. 173 Jagdpanther
- Sd.Kfz. 181 Panzer Tiger I
- Sd.Kfz. 182 Panzer Tiger II
- Sd.Kfz. 184 Elefant
- Sd.Kfz. 265
- Sturmpanzerwagen Oberschlesien

### Veículos de Apoio e Logística
- Austro Daimler ADGR
- Borgward B 1000
- Büssing-NAG 3 G16
- Büssing-NAG G31
- Büssing-NAG Typ 454
- Daimler-Benz G3 - tinha a variante G3A
- Daimler-Benz L1500 - tinha a variante L1500A
- Daimler-Benz L4500 - versões L4500A, L4500S e L4500R.
- Daimler-Benz LgJ 3000
- Faun L 900 D567
- Goliath
- Henschel 33D1
- Hanomag Model SS 100
- Kfz. 2
- Kfz. 11
- Kfz. 13
- Kfz. 15
- Krupp-Protze L2H43
- Krupp-Protze L2H143
- Leichter Geländegängiger Einheits Wehrmacht Lastwagen - caminhão 6x6 de 2500 kg
- LKW Opel Blitz Typ 3,6
- Phaenomen Granit 1500 - Kfz. 31
- Praga RV
- Skoda RSO Typ 175
- Skoda 6 ST6
- Skoda ST6-T
- Steyr 1500 - tinha a variante 1500A
- Steyr Model 640
- Tatra T81
- Tatra T92
- Tatra 111

### Veículos Blindados de Recuperação
- Sd.Kfz. 179 Bergepanther

### Veículos de Combate de Infantaria
- Marder 1 A3
- Schützenpanzer Lang HS.30
- Schützenpanzer SPz 11-2 Kurz
- Rasit

### Veículos de Engenharia
- Bergepanzer I
- Bergepanzer II
- Bergepanzer Büffel
- Brückenlegepanzer M48
- Biber
- Dachs
- Gepanzerte
- Keiler - Limpa minas
- Kodiak
- PSB 2

## Arábia Saudita

### Veículos de Combate de Infantaria
- Al-Fahd AF-40-8-1
- Al-Faris 8-400

## Argentina

### Artilharia Autopropulsada
- VCA com canhão de 155mm.
- VCTM com lançador de bomba de 120mm.

### Carros de combate
- Nahuel
- TAM
- Patagón

### Veículos de Combate de Infantaria
- VCTP

## Austrália
Veículos Blindados de Combate produzidos ou usados na Austrália.

### Artilharia Autopropulsada
- Yeramba

### Veículos Blindados
- Dingo
- Rhino
- Rover
- S1
- Universal Carrier - com canhão de 2 libras
- Universal Carrier - com lança-granadas de 3 polegadas

### Carros de combate
- Leopard
- M3 Lee
- Sentinel Mk I (AC1)

### Veículos de Combate de Infantaria
- ASLAV
- Bushmaster Protected Mobility Vehicle

## Áustria
Veículos Blindados de Combate produzidos ou usados na Áustria

### Veículos Blindados
- Haflinger 700 AP
- Junovicz
- Pinzgauer 716 M
- Steyr 680 M3
- Steyr ADGZ

### Carros de combate
- Leopard 2A4
- SK-105 Kürassier - Tanque Leve

### Veículos de Combate de Infantaria
- SPz Ulan
- Steyr 4K 7FA

### Veículos Blindados de Transporte de Pessoal
- Pandur I (6x6)
- Pandur II (8x8)

## Bélgica

### Tankettes
- T15
- T13 B1, B2 e B3

### Veículos Blindadosde Combate
- Automitrailleuse Minerva
- FN 4RM/62F AB
- Cockerill Sibmas

### Veículos Blindados de Transporte de Pessoal
- ACE Cobra - Veículo Blindado de Transporte de Pessoal da década de 1980.
- Sabiex Iguana

## Brasil

### Artilharia Autopropulsada
- Astros II
- Astros 2020
- M108
- M109
- XLF-40 - protótipo de lançador de foguetes baseado no M3 Stuart

### Carros de Combate Principais de Batalha
- M3 Lee
- M4 Sherman
- X1-A2 Carcará
- EE-T1 Osório
- LEOPARD 1A1
- LEOPARD 1A5
- M41 Walker Bulldog
- M 60 A3-TTS
- Tamoyo

### Veículos Blindados
- AV-VB4 RE Guará
- AV-VBL
- CRR
- Gladiador [2]
- EE-17 Sucuri
- VBB I
- M8 Greyhound
- M20 Armored Utility Car
- M3 Stuart

### Veículos Anfíbios
- CLAnf - Produzido na década de 1970 para o Corpo de Fuzileiros Navais pela empresa Biseli Viaturas e Equipamentos Industriais.

### Veículos de Combate de Infantaria
- CBTP Charrua
- EE-T4 Ogum

### Veículos Blindados de Transporte de Pessoal
- EE-3 Jararaca
- EE-9 Cascavel
- EE-11 Urutu
- VBTP-MR Guarani
- M113

## Bulgária

### Artilharia Autopropulsada
- 2S1 Gvozdika

### Carros de combate
- T-72M2

### Veículos Blindados de Transporte de Pessoal
- BTR-60
- MT-LB

### Veículos de Combate de Infantaria
- BMP-1
- BMP-23

## Canadá

### Artilharia Autopropulsada
- ADATS
- MMEV
- Sexton
- Skink

### Veículos Blindados
- C15TA
- Lynx (VBE)
- Gurkha - Veículo Blindado de Patrulha Leve (VBPL)

### Carros de combate
- Grizzly I cruiser
- Leopard C1
- M3 Lee
- Ram Mk I e Ram Mk II

### Veículos de Combate de Infantaria
- AVGP
- Bison (VBTP)
- Bobcat (VBTP)
- Coyote (VBCR)
- Fox
- Kangaroo (VBTP)
- LAV-25
- LAV III
- Mowag Piranha
- Otter

### Veículos de Apoio e Logística
- Chevrolet C60L
- Chevrolet WA
- Ford C11 ADF

## Chile

### Veículos de Combate de Infantaria
- Cardoen Piranha
- M548-A1
- Humvee
- LAR-160
- Cohete Rayo
- M113
- AIL Storm

## China

### Carros de combate
- Type 58 - tanque médio derivado do T-34
- Type 59 - tanque principal derivado do T-54A
- Type 62
- Type 63 - tanque leve anfíbio
- Type 69
- Type 69/79 - desenvolvimento a partir do carro Type 59
- Type 70
- Type 69/79
- Type 80
- Type 85
- Type 88
- Type 96
- Type 99

### Veículos de Combate de Infantaria
- YW 531

## Coreia do Norte

### Carros de Combate Principais de Batalha
- Chonma-ho
- Pukpung-ho

### Veículos Blindados de Transporte de Pessoal
- M-1973 VTT-323
- M-1992 APC

### Artilharia Autopropulsada
- M-1978 170 mm SP
- M-1974 152 mm SP
- M-1975 130 mm SP
- M-1992 130 mm SP
- M-1977 122 mm SP
- M-1981 122 mm SP
- M-1991 122 mm SP
- M-1992 120 mm SP

## Coreia do Sul

### Carros de Combate
- K1
- K1A1
- K2 Black Panther

### Veículos de Combate de Infantaria
- Doosan Barracuda
- K200
  - K242A1 / K281A1 Lança morteiro
  - K263A1
- K21

### Artilharia Autopropulsada
Antiaérea
- K30 Biho

Artilharia
- K9 Thunder

### Veículos de Apoio e Logística
- K288A1 - veículo de recuperação derivado do K200.
- K10 ARV - ARV (Ammunition Resuply Vehicle) - Veículo de Ressuprimento de Munição derivado do K9 Thunder.

## Croácia

### Carros de Combate Principais de Batalha
- M-84
- M-95 Degman

### Veículos Blindados de Transporte de Pessoal
- LOV-1

## Egito

### Carros de Combate Principais de Batalha
- Ramses-II
- M1 Abrams

### Veículos de Combate de Infantaria
- EIFV
- Fahd 208-30

### Veículos Blindados de Transporte de Pessoal
- Fahd 240/2080 - variação do Fahd 208-30.

### Carros blindados
- Kader-320
- Walid (VBC)

## Eslováquia

### Veículos Blindados de Transporte de Pessoal
- Tatrapan

## Eslovênia

### Carros de Combate
- M-55S - atualização do carro de combate T-55

### Veículos Blindados de Transporte de Pessoal
- Krpan 8x8 - variande eslovena do Pandur II da Áustria.
- Svarun 8x8 - derivação eslovena do Patria AMV da Finlândia.
- LKOV Valuk

## Espanha

### Carros de Combate Principais de Batalha
- Leopard 2E
- Lince (carro de combate)

### Tanques leves
- Trubia A4 - tanque espanhol baseado no Renault FT-17 construído em 1926.
- CCI 1937 produzido un protótipo no período Entre-guerras
- Verdeja - protótipo de tanque espanhol construído na guerra civil espanhola baseado no T-26 e Panzer I.

### Veículos Anfíbios
- Pegaso VAP 3550/1 - Veículo Anfíbio

### Veículos Anti-Tanque
- VRCC-105

### Veículos Blindados
- Bilbao - veículo do período entre-guerras.

### Veículos Blindados de Transporte de Pessoal
- BMR-M1

### Veículos de Combate de Infantaria
- Pizarro IFV
- VEC-M1. Conhecido também como Pegaso 3562 e BMR-625 VEC

### Veículos de Apoio e Logística
- Pegaso 3055

## Estados Unidos

### Carros de Combate

#### Carros de Combate Leves
- CCV-L Tanque Leve
- Holt
- Marmon-Herrington CTLS
- M1
- M132
- M2
- M22 Locust
- M24 Chaffee
- M3 Stuart
- M41 Walker Bulldog
- M5 Stuart
- M50 Ontos Self-Propelled Rifle
- M56 Scorpion
- M551 Sheridan
- M8 Buford Armored Gun System
- M901
- Stingray Light Tank
- Tanque Skeleton

#### Carros de Combate Médios
- M2 Tanque médio
- M3 Lee
  - M3A1
  - M3A2
  - M3A3
  - M3A4
  - M3A5
- M4 Sherman
  - M4A1
  - M4A1(76)W
  - M4A1E4/M4A1(76)W
  - M4A1E8/M4A1(76)W HVSS
  - M4A1E9
  - M4A2
  - M4A2E8/M4A2(76)W HVSS
  - M4A3
  - M4A3W
  - M4A3(75)
  - M4A3E4/M4A3(76)W
  - M4A3E8(76)W Easy Eight
  - M4A3E8/M4A3(76)W HVSS
  - M4A4
  - M4A6
  - M4 Dozer
  - M4A3R3 lança-chamas Zippo
- T20

#### Carros de Combate Pesados
- M6
- M26 Pershing
- T14
- T29
- T30
- Tanque a vapor

#### Carros de Combate de Assalto
- M4A3E2 Jumbo
- M103
- T28

#### Carros de Combate Principais de Batalha
- M1 Abrams
- M46 Patton
- M47 Patton
  - M47/M48/M60 Patton
- M48 Patton
- M60
- MBT-70

### Artilharia Autopropulsada
- ADATS
- M6 Bradley Linebacker SHORAD
- M7 Priest
- M40
- M42 Duster
- M84 Lança morteiro
- M107
- M109 Paladin
- M110 8" Howitzer
- M163 Vulcan Air Defense System
- M247 Sgt. York DIVAD
- M270 - Conhecido como MLRS
- M730 Chaparral

### Veículos Blindados de Transporte de PessoaleVeículos de Combate de Infantaria
- LVTP-7/AAVP7A1
- AAAV previsto para operar em 2015.
- AIFV
- Badger ILAV
  - Cougar H
  - Cougar HE
  - Mastiff PPV
- M2/M3 Bradley
- Buffalo (veículo caça-minas)
- Cadillac Gage Commando/V-150 APC
  - M706 Commando
- Cadillac Gage Ranger
- LVTP-5
- M56 Coyote
- M59 - Veículo Blindado de Transporte de Tropas
- M75 - Veículo Blindado de Transporte de Tropas
- M113
- M114A1E1
- Stryker - Veículo Blindado de Infantaria

### Veículos Blindados
- American La France TK-6
- Cadillac Gage Commando V-100
- Gurkha
- HMMWV
- Jeffrey
- King
- LAV-300
- M1 Scout Car - veículo do período entre-guerras
- M2 Scout Car - veículo do período entre-guerras
- M3 Scout Car
- M8 Greyhound
- M20
- M38 Wolfhound
- M1117
- T17
- T11
- T13
- T17 Staghound
- T18 Boarhound
- T19
- T21
- T22 / M8 Greyhound
- T23
- T27
- T28 / M38 Wolfhound
- ULTRA AP

### Veículos Anfíbios
- DUKW
- LVT-1
  - LVT-2
  - LVT(A)-1
  - LVT(A)-2
  - LVT-4
  - LVT(A)-3
  - LVT-3
  - LVT(A)-4
  - LVT(A)-5
  - LVT-3C
- Sherman DD

### Veículos Anti-Tanque
- M18 Hellcat
- M10 Wolverine

### Veículos de Apoio e Logística
- HEMTT
- LARC-5
- M35
- M37
- M151
- M274 - Conhecido como Mula Mecânica
- M520 Goer
- M561 Gama Goat
- M813
- M911 tractor
- M992 FAASV
- Mack NO
- PLS

### Veículos de Engenharia
- M728 Veículo de Combate de Engenharia
- Sherman BARV

## Europa

### Veículos Blindados de Transporte de Pessoal
- Boxer MRAV

## Finlândia

### Carros de Combate

#### Carros de Combate de Assalto
- BT-42

#### Carros de Combate Leves
- T-26

#### Carros de Combate Principais de Batalha
- T-72

### Veículos Anfíbios de Transporte de Pessoal
- Patria AMV 8x8
- Patria Pasi 6x6
  - Sisu XA-180
  - Sisu XA-185
  - Sisu XA-186
  - Sisu XA-200
  - Sisu XA-202
  - Sisu XA-203

### Veículos de Apoio e Logística
- Sisu A-45
- Sisu KB-45
- Sisu KB-46
- Sisu SA-110
- Sisu SA-150
- Sisu SA-240

### Veículos Blindados
- Sisu A2045

### Veículos Blindados de Transporte de Pessoal
- BT-43

### Veículos de Combate de Infantaria
- Sisu NA 11O

### Veículos de Engenharia
- Sisu RA-140 DS

## França

### Artilharia autopropulsada
- Caesar
- GCT 155mm
- Filloux 194 mle
- Mk F3 155mm
- Roland/Marder - Sistema de lançamento de mísseis autopropulsado de produção franco-alemã.

### Carros de Combate

#### Carros de Combate Leve
- AMC 34
- AMC 35
- AMR 33
- AMR 34
- AMR 35
- AMX-13
  - AMX-13 DCA
- Char NC1
  - Char NC2
- FCM 36
- Frot-Laffly - carro experimental da Primeira Guerra Mundial
- Hotchkiss H-35
  - Hotchkiss H-38
  - Hotchkiss H-39
- Levavasseur
- Renault FT-17
- Renault R35
- Renault R40
- Somua s-35

#### Carros de Combate Médios
- Boirault - Tanque experimental da Primeira Guerra Mundial
- Char D1
- Char D2
- Char G1
- Schneider CA1
- Souain - veículo experimental da Primeira Guerra Mundial

#### Carros de Combate Pesados
- AMX-50
- ARL 44
  - ARL 40
- Char B1
- Char 2C
- FCM F1
- St Chamond

#### Carros de Combate Principais de Batalha
- AMX-30
  - AMX-30 lança ponte
- AMX-40
- AMX-56 Leclerc

### Veículos de Apoio e Logística
- ACMAT VLRA
- ACMAT TPK 6.40
- AMC Schneider P 16
- AMX VTT/TB
- Auverland A3
- Berliet GBU 15
- Delahaye VLR
- Gillois EFA
- Hotchkiss M201
- Lohr Fardier FL500
- Lorraine 37L

- M201 VLTT
- P 107
- Peugeot P4
- Renault GBC 180
- Renault TRM 10000
- SYRANO
- VAP

### Veículos Blindados
- AMX-10 RC
- Aravis
- Autoblindé Peugeot
- CGV 1902
- CGV 1906
- ERC 90 Sagaie
- Laffly-White Automitrailleuse
- Panhard AML
- Panhard EBR
- Panhard Tipo 178
- Peugeot 1914 -  veículo de 1914.
- Renault UE Chenillette
- VBC-90
- VBL
- Vextra 105

### Veículos Blindados de Transporte de Pessoal
- AMC
- AMX VCI
- Panhard M3
- Panhard VCR
- PVP
- VAB - Veículo Blindado de Transporte de Tropas
- VXB-170

### Veículos de Combate de Infantaria
- AMX-10 P
- VBCI

### Veículos de Engenharia
- AMX 30 AuF1
- Breton-Prétot
- DNG/DCL
- EBG
- EPG

## Hungria
- 40 M Turan I
- FUG
- PSZH-IV - Versão melhorada do FUG para exportação.

## Rússia
- Vezdekhod
- Tsar

## Índia
- Arjun
- T-90
- T-72 Ajeya
- Vijayanta
- HT-130 Catapult

## Irão
- Zulfiqar

## Iraque
- T-72 "Lion of Babylon"

## Israel
- Merkava
- M47 Patton
- M113
- Magach
- M60
- Sabra
- Achzarit
- Nagmachon
- Soltam L-33
- Puma
- Nagmashot
- Nagmachon
- Nakpadon
- Namer (VBTT)
- RAM V-2L
- RBY MK 1

## Itália
- AB 41 (VBC)
- Ariete
- Bv206S
- Centauro B1
- Dardo
- Fiat 508
- Fiat 2000
- Fiat 6614
- Fiat L6/40
- Fiat M13/40
- Fiat/Spa 35 Dovunque
- Fiat-Ansaldo L3/35Lf
- L.40
- Lancia Ansaldo IZ
- Leopard 1A5
- M11-39
- M15/42
- M.41
- M109/L
- M113/A1
- MLRS
- OTO Melara R3 Capraia
- Palmaria (artilharia) - OTO Melara Palmaria
- Pavesi 35 PS
- Puma 4x4
- Puma 6x6
- PzH2000
- Tipo 6614
- VAB

## Iugoslávia
- BOV
- M-60 IFV
- M-80 IFV
- M-84 MBT

## Japão
- SU-60
- Sumida M.2593
- Type 2 Ka-Mi
- Type 4 Ho-Ro
- Type 61
- Type 74 Nana-yon
- Type 73
- Type 89
- Type 90
- Type 95 Ke-Go

## Noruega
- M24 Chaffee

## Nova Zelândia
- M3 Lee

## Países Baixos
- Boxer PWV
- DAF YA-126
- DAF YA-328
- DAF YA-4440
- DAF YP-408
- Leopard 2
- M39 Pantserwagen

## Paquistão
- Al-Khalid
- Al-Zarrar
- Mohafiz IFV
- Talha
- SAKB
- Al-Qaswa

## Polónia
- 7TP
- 10TP
- C2P
- C4P
- C7P
- Fiat 508 łazik
- Fiat 508/518
- Fiat 518
- Fiat 618
- Fiat 621
- PT-91-(T-72 Modernizado)
- PZInż 302
- Samochód pancerny wz.28
- Samochód pancerny wz.29
- Samochód pancerny wz.34
- TK-3
- TKS
- Ursus A
- WZ/34

## Portugal
- Carden-Lloyd Mark IV
- Vickers 6-Ton
- Valentine Mark III
- Leopard 2A6
- M47 Patton
- M60A3 TTS
- M113
- Comando V150
- Chaimite V-200
- Pandur II
- Panhard Ultrav M11

## Reino Unido
- AEC Mk3 (VBC)
- Alvis Stormer
- Archer
- ARK Mk I
- Austin 10 - Baseado no veículo civil Austin 10 Saloon
- Austin Armoured Car - conhecido como Austin-Putilov
- Bedford OXA (CBC)
- Bedford MK
- Bedford MWD [3]
- Bedford OYC
- Bedford QLD
- Bedford Three-ton
- Bedford TM
- Big Willie - segundo carro de combate prático do mundo.
- Bren Gun Carrier
- Canal Defence Light
- Carden-Loyd Mk VI
- Cavalier Mk VII (A24)
- Centurion
- Challenger 1
- Challenger 2
- Chieftain
- Churchill Mk. IV
- Churchill AVRE
- Covenanter Mk V (A13 Mk III)
- Comet I (A34)
- Conqueror
- Cromwell Mk VIII (A27M)
- Cruiser Mk I
- Cruiser Mk II
- Cruiser Mk III
- Cruiser Mk VIII Challenger
- Crusader Mk VI (A15)
- Daimler Dingo
- Daimler Mk I
- DD
- FV4101 Charioteer
- Ferret
- Flying Elephant
- Foden 8x4
- Fox Armoured
- FS100 Simba
- FV 180 Trator de Combate de Engenharia
- FV 432 AFV
- FV 721 Fox
- Gun Carrier Crane
- Gun Carrier Mark I
- Hippo Mk II GS - Baseado no caminhão cívil Leyland Hippo.
- Hornet Malkara
- Humber Heavy Utility
- Humber Mk I
- Humber Pig
- Humberette
- Humber Snipe
- Jackal (MWMIK) - Jackal Mobility Weapon-Mounted Installation Kit
- Land Rover Wolf
- Land Rover 4x4
- Lanchester - Veículo blindado de 1914.
- Little Willie -considerado o ancestral de todos os carros de combates.
- M3 Lee
- M4 Sherman
- Mark A
- Mark B
- Mark C
- Mark I
- Mark II
- Mark III
- Mark IV
- Mark V
- Mark VI
- Mark VIII
- Mark IX
- Mastiff
- Matilda Mk I
- Morris C8
- Ram Kangaroo
- Rolls-Royce Armoured Car
- Sabre
- Saladin
- Samaritan
- Samson
- Saracen
- Saxon
- Scimitar
- Scorpion
- Sherman Crab - Varredor de minas terrestres.
- Shorland SB401
- Spartan
- Stalwart - Veículo de transporte
- Striker
- Sultan
- Supacat (ATMP) - All Terrain Mobility Platform
- Rapier
- Terrapin Mk I
- Tetrarch Mk VII
- Valentine Mk III
- Valkyr (VBC)
- Vector 6x6 PPV
- Vickers A1E1 Independent
- Vickers Abbot
- Vickers CC Light
- Vickers-Carden-Loyd Tipo 31
- Vickers MBT
- Warrior

### Artilharia Autopropulsada
- Alecto
- AS-90
- Birch gun
- Bishop
- Deacon
- FV433 Abbot
- Gun Carrier Mark I
- Sexton

## Chéquia
- Tatra T148

## Roménia
- TR-580
- TR-85
- TR-85 M1
- TR-125
- TM-800
- MLI-84
- MLVM
- TAB 71
- TAB-77
- TAB-79
- TAB Zimbru
- RN-94
- ARO ABI

## Rússia
- T-72
- T-80
- T-90
- T-14 Armata

## Singapura
- Centurion
- AMX-10
- M113
- Bionix AFV
- Bronco (ATTC)
- Bv206
- Terrex
- SSPH1

## Suécia
- Bandkanonvagn 1A
- BV202
- Bv206
- Ikv 91
- Landsverk 180
- Pbv 302
- Pvrbbv 551
- Skp m/42
- Stridsfordon 90
- Stridsvagn 103
- Stridsvagn 104
- Stridsvagn 122 (Leopard 2S)

## Suíça
- GDF-CO3
- Mowag Piranha
- Mowag Spy
- Pz-61
- Pz-68
- Sonderwagen SW I

## Tchecoslováquia
- M53/59 Praga
- OT-62 TOPAS
- OT-64 SKOT
- Praga V3S
- SpGH Dana 152mm

## Turquia
- M60T
- Altay

## Ucrânia
- T-80ud
- T-84 OPLOT
- T-84-120 Yatagan
- T-55M-8
- BTR-3U
- BTR-4
- BTR-90
- BTR-94

## União Soviética
- 2P 406 mm
- 2S1 122 mm
- 2S3 152 mm
- 2S4 240 mm
- 2S5 152 mm
- 2S7 203 mm
- 2S9 120 mm
- 2S19 152 mm
- 2S23 120 mm
- 2S25 Sprut-SD
- 2S31 120 mm
- ASU-85 85 mm
- ASU-57
- Austin-Putilov
- AT-S (trator)
- BA-10
- BA-20
- BA-64
- BM-21 "Grad"
- BM-24 (lagarta)
- BM-24 (caminhão)
- BM-27 "Uragan"
- BMD-1
- BMD-2
- BMD-3
- BMP-1
- BMP-2
- BMP-3
- BMP-4
- BMP-R
- BRM-1
- BRDM-1
- BRDM-2
- BTR-40
- BTR-40P
- BTR-50
- BTR-60
- BTR-70
- BTR-80
- BTR-90
- BTR-152
- BTR-D
- BTR-T
- 9K52 Luna-M - conhecido como FROG-7 no código da OTAN.
- GAZ-AAA
- GAZ-46 MAV
- GAZ-66
- GAZ-67
- IMR - Versões de engenharia 1, 2 e 3, baseados nos tanques T-55, T-72 e T-90 respectivamente.
- Iosef Stalin
- ISU-152
- KAMAZ-5320
- KrAZ-214 TMM
- KrAZ-255B TMM
- KrAZ-260
- KV-1 (carro de combate pesado)
- M1973
- M3 Lee
- MT-LB
- PT-76
- PTS/PKP
- SU-76
- T-10
- T-12
- T-24
- T-26
- T-28
- T-34
- T-34-85
- T-35
- T-37
- T-40
- T-50
- T-54/T-55
- T-60
- T-62
- T-64
- T-64BV
- T-70
- T-72
- T-80
- T-84 OPLOT
- T-90
- UAZ-469B
- Ural-4320B
- ZIL-131
- ZiS-5
- ZSU-23-4
- ZSU-57-2